# Китс ван Ваверен, Эмиль
Эми́ль Китс ван Ва́верен (нидерл. Emile Kits van Waveren; 1906—1995) — нидерландский врач, миколог-любитель, специалист по роду Псатирелла.

## Биография
Родился 20 марта 1906 года в Харлеме. Учился медицине в Амстердамском университете, окончил его в 1932 году. С 1933 по 1937 год был ассистентом профессора Питера Рёйтинги в клинике внутренней медицины в Амстердаме. Затем, до 1954 года, Китс ван Ваверен работал в Нидерландском институте рака. В выходные он отправлялся на микологические экскурсии, а также сравнением своих образцов с грибами в Королевском гербарии и Лейдене. Впоследствии его личный гербарий с порядка 5000 образцами был передан Королевскому гербарию.
С августа 1939 по июнь 1940 года Э. Китс ван Ваверен был военным врачом. С 1943 года он активно участвовал в движении сопротивления.
Первая публикация по микологии была издана ещё в 1926 году и рассматривала роды Astraeus, Geastrum и Myriostoma. Впоследствии Китс ван Ваверен на долгое время оставил изучение микологии, о грибах он вновь начал писать только в 1968 году. Всего он описал 31 новый вид грибов.
Китс ван Ваверен активно печатал популярные статьи в журнале Голландского микологического общества Coolia, занимался популяризацией микологии.
Скончался 3 сентября 1995 года.

## Некоторые научные работы
- E. Kits van Waveren. De Nederlandse soorten der genera Geaster, Myriostoma en Astraeus (нид.) // Meded. Ned. mycol. Vereen.. — 1926. — Bd. 15. — P. 86—128.
- E. Kits van Waveren. The "Stercorarius group" of the genus Coprinus (англ.) // Persoonia[англ.]. — 1968. — Vol. 5. — P. 131—176.
- E. Kits van Waveren. The genus Conocybe subgen. Pholiotina I. The European annulated species (англ.) // Persoonia[англ.] : journal. — 1970. — Vol. 6. — P. 119—165.
- E. Kits van Waveren. Notes on the genus Psathyrella I. Psathyrella gracilis and P. microrrhiza (англ.) // Persoonia[англ.] : journal. — 1971. — Vol. 6. — P. 249—280.
- E. Kits van Waveren. Notes on the genus Psathyrella II. Three new species of Psathyrella (англ.) // Persoonia[англ.] : journal. — 1971. — Vol. 6. — P. 295—312.
- E. Kits van Waveren. Notes on the genus Psathyrella III. Unorthodox approach and key to section Atomatae (англ.) // Persoonia[англ.] : journal. — 1972. — Vol. 7. — P. 23—54.
- E. Kits van Waveren. Notes on the genus Psathyrella IV. Description of and key to the European species of section Psathyrella (англ.) // Persoonia[англ.] : journal. — 1976. — Vol. 8. — P. 345—406.
- E. Kits van Waveren. The Dutch, French and British species of the genus Psathyrella (англ.) // Persoonia[англ.] : journal. — 1985. — Vol. 2. — P. 1—300.

## Грибы, названные в честь Э. Китса ван Ваверена
- Entoloma kitsii Noordel., 1983
- Psathyrella kitsiana Örstadius, 1986
- Psathyrella wavereniana M.Marchetti, 1993
- Psathyrella waverenii Arnolds, 1982